# Al-'Askar
al-ʿAskar (in arabo العسكر‎?) è stato il nome di un'antica capitale dell'Egitto islamico dal 750 all'868, quando l'Egitto era un governatorato del califfato abbaside.

## Storia
Dopo la conquista dell'Egitto nel 641, il comandante dei califfi "ortodossi", ʿAmr b. al-ʿĀṣ, eresse di fronte alla fortezza bizantina di Babilonia l'attendamento di Fusṭāṭ, a nord della attuale Cairo copta.

Su richiesta del califfo ʿOmar ibn al-Khaṭṭāb, la nuova capitale divenne proprio Fusṭāṭ, sulla sponda orientale del Nilo, a detrimento dell'antica capitale bizantina di Alessandria.
L'amministrazione abbaside e l'accresciuta presenza militare portò alla costruzione di una nuova città, chiamata al-ʿAskar, che prendeva il suo nome dall'espressione "Madīnat al-ʿAskarī", ossia "Città degli accasermamenti" (مدينة العسكري).
La vita della città non fu sempre tranquilla, visto che i suoi insorsero varie volte, come nell'832, durante il califfato di al-Maʾmūn, a causa dell'eccessivo livello delle imposte. I governatori si guadagnarono sempre più ampi spazi di manovra e, nella disgregazione del califfato che si manifestò dopo la morte di al-Mu'tasim, riuscì a imporsi nell'870 la capace figura di Aḥmad b. Ṭūlūn e dei suoi successori Tulunidi, che eressero senza soluzione di continuità la loro nuova capitale amministrativa immediatamente a nord della città, chiamandola al-Qaṭāʾīʿ, identificando ampi lotti di terra (iqṭāʿ), regalati all'élite burocratico-militare del Sultanato.
La capitale rimase colà fino al 905, quando la città fu distrutta, e le strutture amministrative tornarono ad al-Fusṭāṭ.
Al-Fusṭāṭ stessa fu distrutta a sua volta col fuoco, tra il 1168 to 1169, per ordine del vizir, in quanto in essa si concentrava l'opposizione sunnita al potere fatimide, tanto che la capitale si dovette spostare ad al-Qāhira (Il Cairo), che rimase capitale dell'Egitto fino ai giorni nostri.

Al-Fusṭāṭ, al-ʿAskar e al-Qaṭāʾīʿ sono oggi indicate nella toponomastica della città come "Cairo Vecchia".